# Попів Грудок
Попів Грудок — загальнозоологічний заказник місцевого значення в Україні. Розташований у межах Кролевецького району Сумської області, на південний схід від села Мутин. 

## Опис
Площею 167,5 га. Заснований у 2011 році. 
Являє собою заболочений масив в заплаві р. Сейм, що перебуває в стадії відновлення після спроби осушення і слугує місцем збереження багатого фауністичного комплексу. Охороняються рідкісні види тварин, занесені до Червоної книги України (видра річкова, горностай, лелека чорний, журавель сірий, сорокопуд сірий, стрічкарка блакитна, махаон, дозорець-імператор, джміль моховий, ксилокопа фіолетова). Місце зростання виду рослин,занесеного до Червоної книги України (пальчатокорінник травневий) та виду, що підлягає особливій охороні за Бернською конвенцією (маточник болотний). Знаходиться в складі регіонального ландшафтного парку «Сеймський».

## Галерея

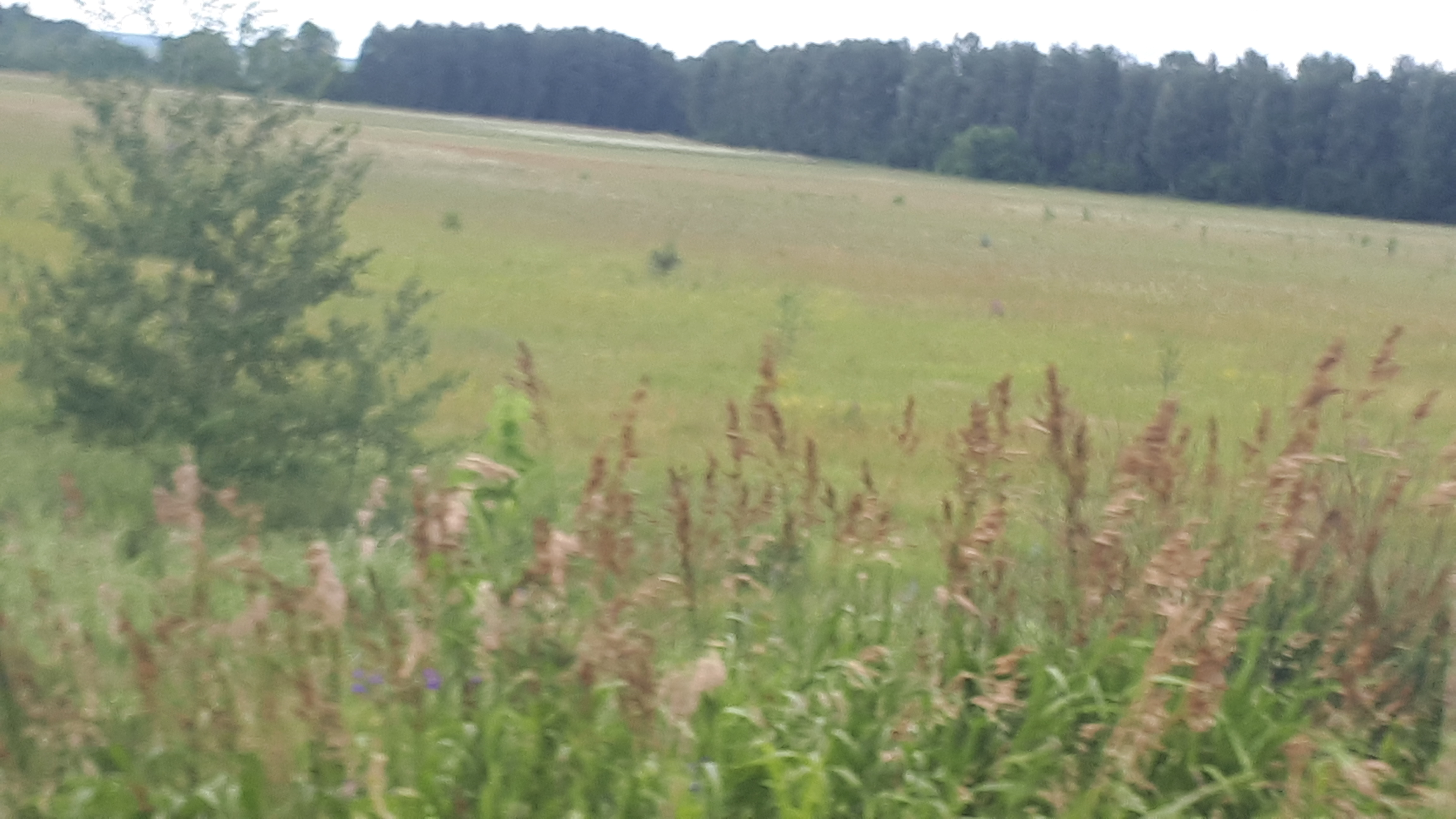
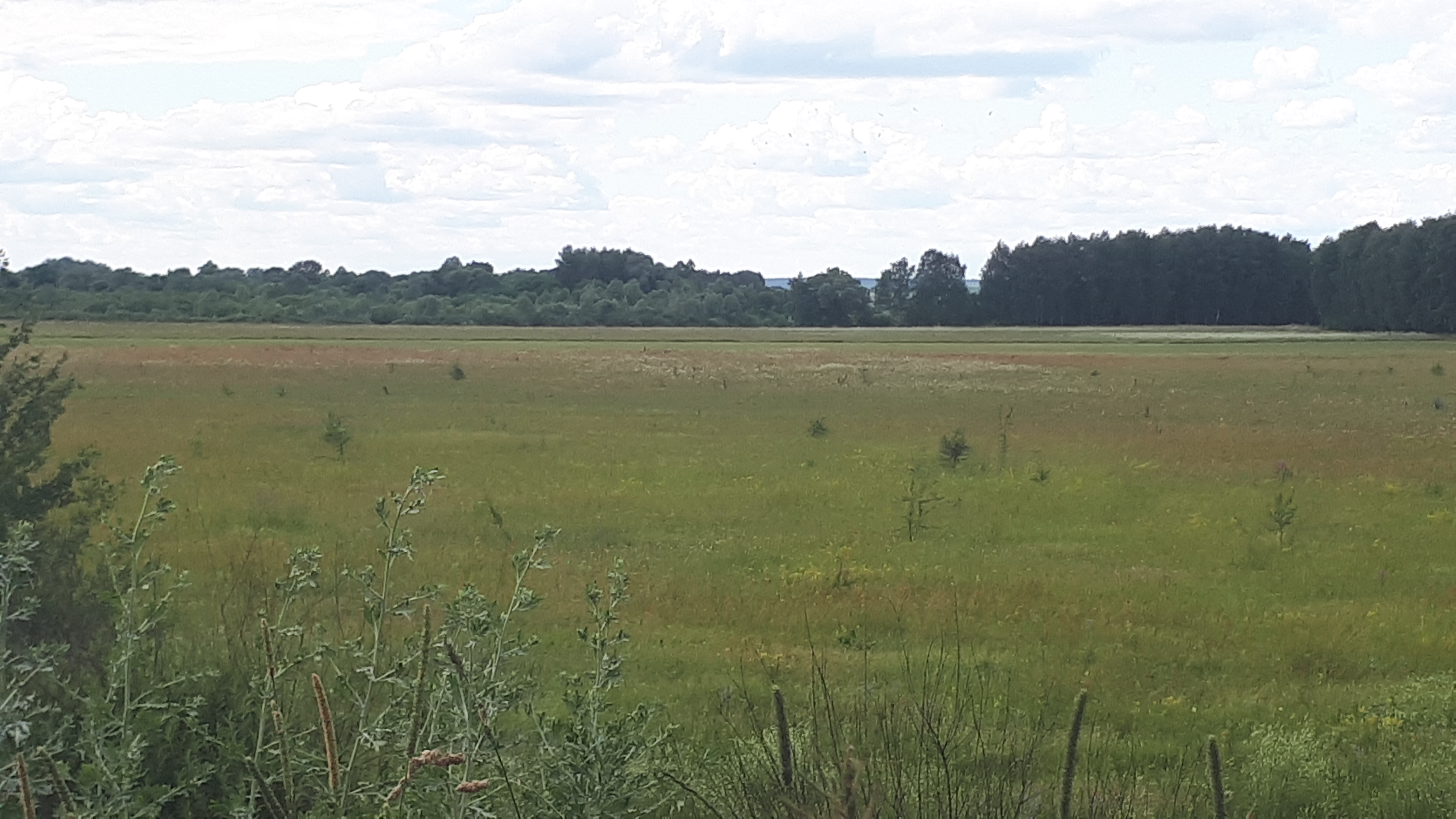